# Eduardo de Sá
Eduardo de Sá (Rio de Janeiro, 1er avril 1866 - Rio de Janeiro, 17 décembre 1940) est un peintre et sculpteur brésilien.

## Biographie
Il commence sa formation artistique notamment sous la direction de Victor Meirelles, s'inscrivant en 1883 à l'Académie impériale des Beaux-Arts, où il est également disciple de João Zeferino da Costa, José Maria de Medeiros et Pedro Américo. Il étudie à Paris, à l'Académie Julian, après avoir été l'élève de Gustave Boulanger et Jules Lefebvre. Il est aussi disciple de Rodolfo Bernardelli.
Il participe rarement aux expositions officielles, mais il fait des expositions privées. Il en a fait quatre entre 1888 et 1898. Sa production s'inspire du sentiment d'amour pour les choses de la patrie ou du culte du bien.
Plus tard dans sa carrière, il devient sculpteur. Il produit le Monument au maréchal Floriano Peixoto, situé sur la Praça da República, à Rio de Janeiro. L'une de ses œuvres les plus connues est la restauration du toit de l'entrée de la chapelle de la Santa Casa de Misericórdia, à Rio de Janeiro.